# 施罗德
施罗德（Schröder, Schroeder）可以指：

## 人物
- 格哈德·施罗德 (1910年)（德語：Gerhard Schröder，1910年－1989年），1953-1961年担任联邦德国内政部长。
- 格哈德·施羅德（德語：Gerhard   Schröder，1944年－），德國政治家，德國前總理。
- 布魯斯·施羅德（英語：Bruce Edward Schroeder，约生于1946年），美國檢察官和法官。
- 罗兰·施罗德（德語：Roland Schröder，1962年－），德国男子赛艇运动员。
- 克里斯蒂娜·施罗德（德語：Kristina Schröder，1977年－），德國女政治家。
- 丹尼斯·施罗德（德語：Dennis Schröder，1993年－），德国男子篮球运动员。
- 安妮·施罗德（德語：Anne Schröder，1994年－），德国女子曲棍球运动员。

|  | 本页或本分段罗列了姓氏为「施罗德」的人物。 如果是一个指代特定个人的内链将您引导到本页，請考慮修正該人物的名字以將链接指向正確的條目。 |